# Rolls-Royce Silver Seraph

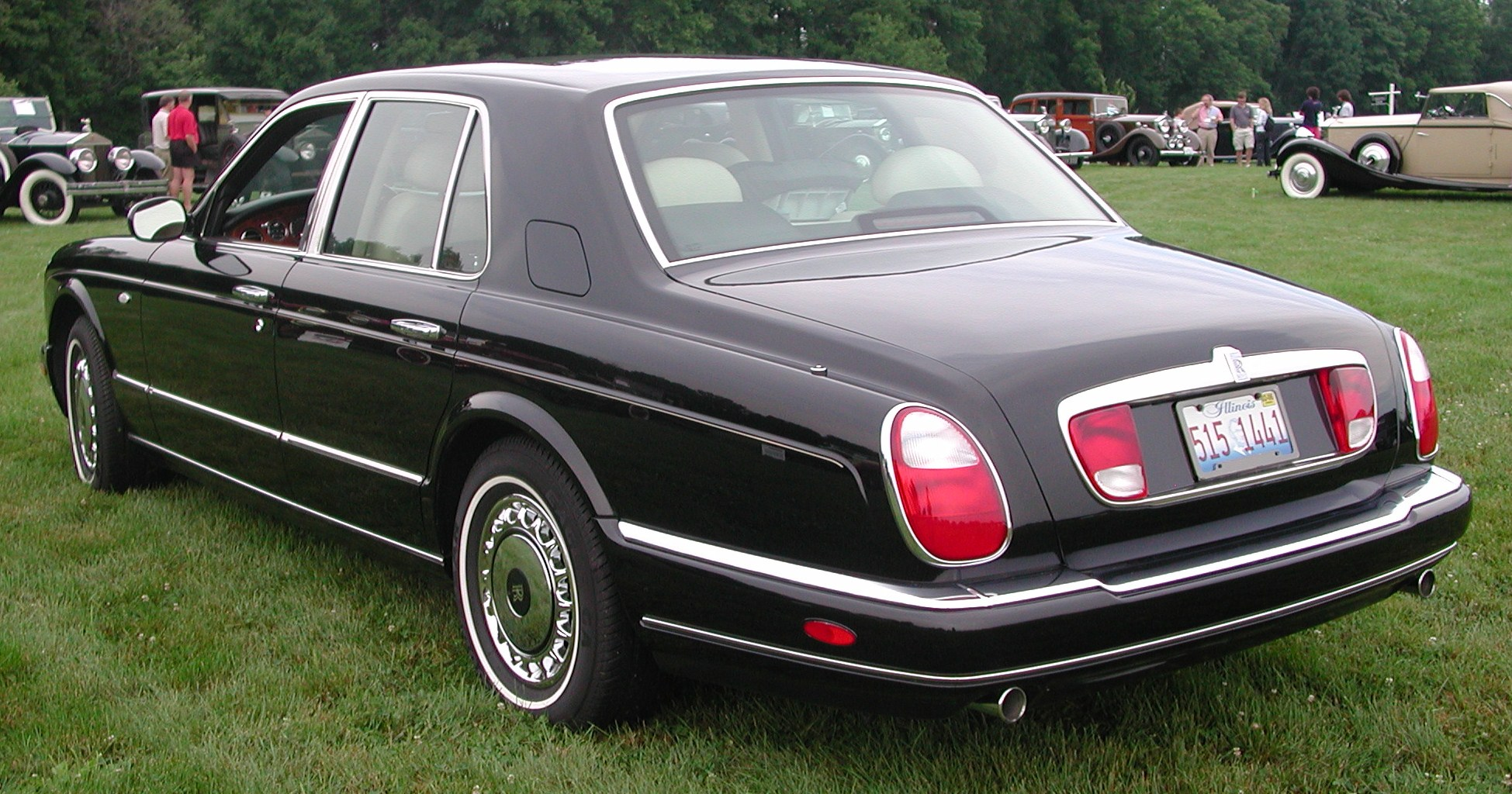
Rolls-Royce Silver Seraph

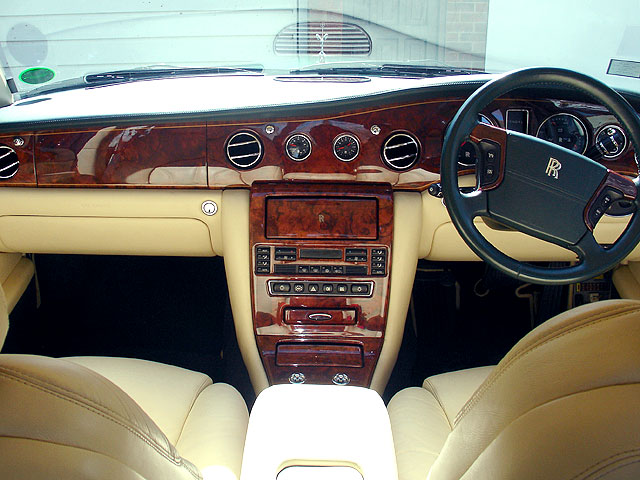
Салон Rolls-Royce Silver Seraph

Rolls-Royce Silver Seraph (Срібний Серафим) — люксовий седан, що вироблявся з 1998 по 2002 рік, вперше представлений 3 березня 1998 року на автосалоні в Женеві. Срібний Серафим прийшов на заміну Silver Spur, виробництво якого закінчилося в 1997 році.
Розвиток Silver Seraph почалося в кінці 1980-х років, з проектних робіт, починаючи з жовтня 1990 року. Станом на квітень 1991 року, концептуальний проект був заморожений і затверджений керівництвом у червні 1991 року. Після декількох уточнень остаточний дизайн створений в 1994 році. На 28 липня 1995 року запатентовано дизайн для Rolls-Royce Silver Seraph і Bentley Arnage. Дослідне виробництво проводилося на початку 1998 року.
Всі Серафими були ручної збірки і виготовлялись на заводі Rolls-Royce в Крю, Англія, який перестав робити моделі Rolls-Royce в 2002 році, але продовжував виготовляти моделі Bentley. Автомобіль мав базову ціну в розмірі £ 155 175 у Великій Британії і $ 220 695 в США.
Серафим був оснащений 5,4 л алюмінієвим двигуном BMW M73 V12 потужністю 326 к.с. (490 Нм) з 5-ступінчастою автоматичною коробкою передач ZF 5HP30, що робить його першим новітнім дванадцяти-циліндровим Rolls-Royce, так як в 1939 році Phantom III. Стандартна електроніка, включаючи цифрові системи керування двигуном, адаптивним керуванням їзди і антиблокувальної системи гальм.
Кузов автомобіля був на 65 відсотків жорсткішим, ніж у його попередника. За винятком ґрат радіатора, емблеми та коліс, Rolls-Royce був зовні ідентичним тогочасному Bentley Arnage, ділячись з ним платформою і каркасом кузова. Зовні була доступна в одно і двоколірна обробка.
Усередині, Rolls-Royce Silver Seraph і Bentley Arnage були схожі, але вельми відрізняються один від одного.
Всього було виготовлено 1570 екземплярів Rolls-Royce Silver Seraph.

## Park Ward
Silver Seraph з подовженою версією колісної бази називається Rolls-Royce Park Ward і був введений в 2000 році, після дебюту на Женевському автосалоні 2000 року. Park Ward (іноді називається Silver Seraph Park Ward) був продовжений на 250 мм (10 дюйми) по відношенню до Silver Seraph. Додаткова довжина автомобіля була додана на його передні і задні двері, в результаті чого з'явилося більше місця для ніг пасажирів. Він зберіг 5-пасажирських сидінь, як в стандартного Seraph Silver. Виробництво Park Ward було припинено після 2002 року, всього було виготовлено 127 екземплярів моделі.